# Portula

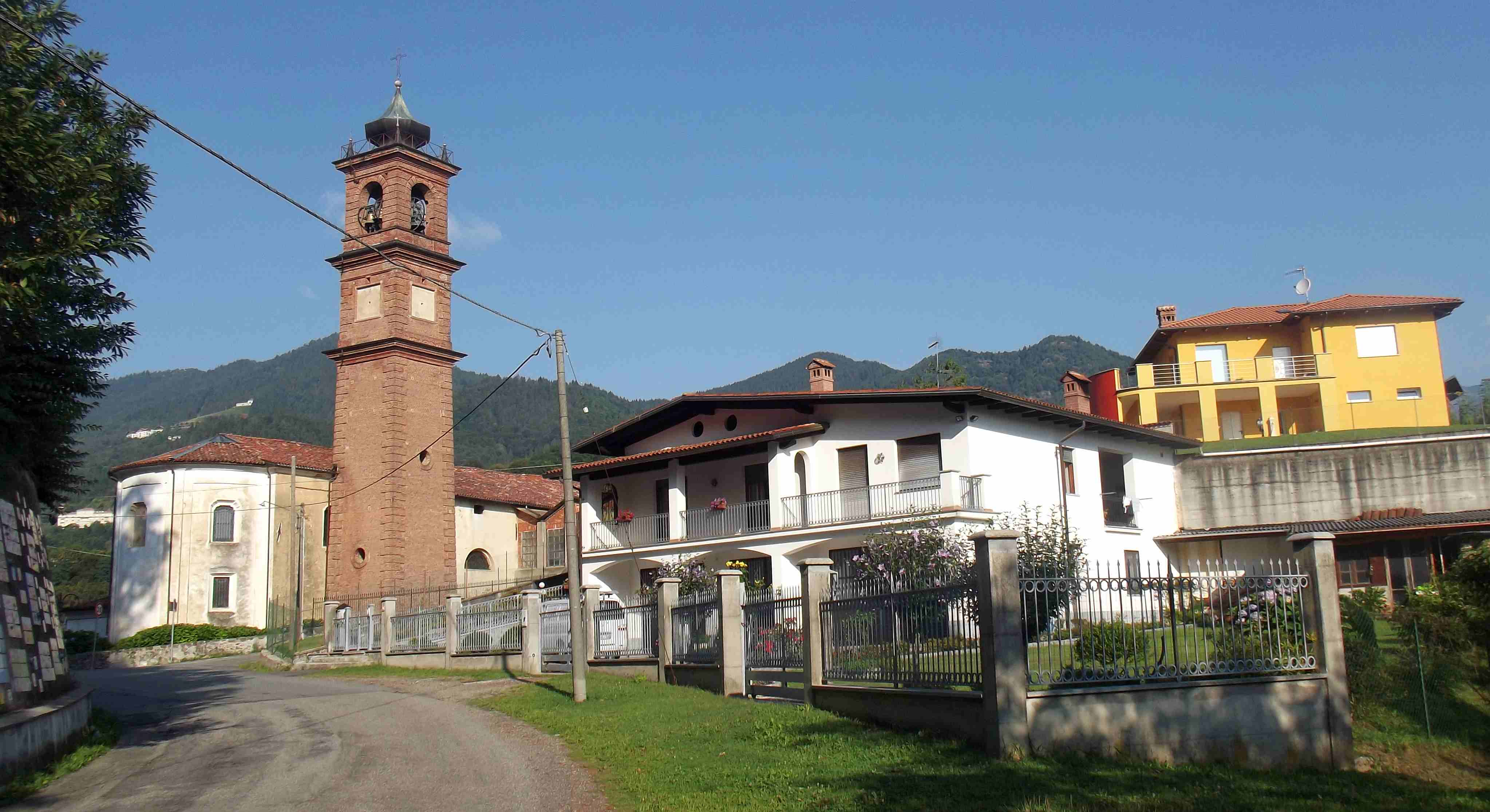
Panorama

Portula ist eine Gemeinde mit 1109 Einwohnern (Stand 31. Dezember 2023) in der italienischen Provinz Biella (BI), Region Piemont. Sie liegt im Gebirgstal Valle Séssera und ist Teil der Verwaltungsgemeinschaft Comunità montana della Valle Séssera.
Die Nachbargemeinden sind Caprile, Coggiola, Pray und Trivero.
Das Gemeindegebiet umfasst eine Fläche von elf Quadratkilometer.